# Longpré-le-Sec
Longpré-le-Sec település Franciaországban, Aube megyében. Lakosainak száma 69 fő (2022. január 1.). Longpré-le-Sec Bertignolles, Beurey, Bligny, Éguilly-sous-Bois, Magny-Fouchard, Meurville, Montmartin-le-Haut, Puits-et-Nuisement és Vitry-le-Croisé községekkel határos.

## Népesség
A település népességének változása:
| Lakosok száma | 129  | 100  | 92   | 82   | 67   | 78   | 85   | 93   | 85   | 69   |
|               | 1968 | 1982 | 1990 | 2006 | 2013 | 2015 | 2017 | 2019 | 2020 | 2022 |